# 뉴앙굴렘
누벨앙굴렘(프랑스어: Nouvelle-Angoulême)은 1524년, 프랑스 국왕 프랑수아 1세의 명령을 받은 이탈리아의 탐험가 조반니 다 베라차노가 La Dauphine호를 타고 어퍼 뉴욕 만을 발견하여 붙인 지명이다. 앙굴렘은 프랑스의 도시 이름이며, 또한 베라차노를 후원했던 푸랑수아 1세가 왕이 되기 전 작위도 앙굴렘 백작이었다. 나중에 1625년 네덜란드가 점령하여 니우암스테르담이 되었고, 1664년 잉글랜드가 점령한 이후 뉴욕으로 이름을 바꾸었다.

## 같이 보기
- 뉴욕의 역사

## 참고 문헌
- Rankin, Rebecca B., Cleveland Rodgers (1948). 《New York: the World's Capital City, Its Development and Contributions to Progress》. Harper.